# Harald Schmid
Pour les articles homonymes, voir Schmid.
Harald Schmid (né le 29 septembre 1957 à Hanau) est un athlète allemand, spécialiste du 400 mètres haies. Il détient le record d'Europe de la discipline de 1979 à 1995.

## Biographie
Bien que l'un des meilleurs coureurs de 400 mètres haies de l'histoire, il a la malchance de courir à la même époque que l'Américain Edwin Moses. Leur rivalité, même si Moses sort toujours vainqueur, constitue l'un des faits marquants de l'histoire de l'athlétisme durant la période de la fin des années 1970 et du début des années 1980.
Il est élu personnalité sportive allemande de l'année en 1979 et 1987. 
Il a également connu la réussite sur 400 m plat, et a participé de nombreuses fois au relais 4 × 400 pour la RFA ou bien pour l’Europe. 

### Débuts
Licencié au club du TV Gelnhausen, Harald Schmid se distingue dans les catégories jeunes en devenant en 1974 champion de Hesse cadet du 400 m, puis l’année suivante champion d’Allemagne cadet du 400 m et champion d’Allemagne junior du 400 m haies, titre qu’il défendra victorieusement en 1976, ainsi  qu’en 1977, où il réussira le doublé. C’est à cette époque qu’il commence à participer à des compétitions internationales, en représentant son pays lors de rencontres juniors face à la Pologne et à l’Angleterre . Lors des championnats d’Europe juniors de 1975 à Athènes, il finit 7e du 400 m et 2e avec le relais 4 × 400 m. Sa carrière en juniors est ponctuée le 7 juillet 1976 à Lüdenscheid par un record du monde, en 49 s 61, lors d’un match contre les États-Unis. 
Qualifié pour les jeux olympiques de Montréal, il est, à 18 ans, le plus jeune des participants du 400 m haies. Il est disqualifié en demi-finale, mais termine à la 3e place du relais 4 × 400, en tant que 3e relayeur, récoltant ainsi sa première médaille olympique. 
En 1977, année post-olympique, Harald Schmid confirme sa progression : après un début de saison prometteur (2e à Cologne derrière Edwin Moses), il devient pour la première fois champion de RFA senior sur 400 m haies. Il conservera ce titre jusqu’en 1989, à l’exception de l’année 1979, où il délaissera les haies au profit d’un titre sur 400 m plat. Une semaine plus tard, il prend la deuxième place de la coupe d’Europe des nations, derrière son rival est-allemand Volker Beck, mais devant lui au relais 4 × 400. 
Le 26 août, lors du meeting de l’ISTAF de Berlin-Ouest, il inflige une défaite à Edwin Moses, à la suite d'une faute de l’Américain sur la dernière haie. C’est la première et la seule fois qu’il battra Moses. « En fait ce n’était pas une course importante. La saison touchait à sa fin et nous venions sans préparation particulière à Berlin. Et brusquement je me retrouvais en tête après son erreur. »  
Une semaine plus tard, Moses remet les choses en place en remportant la 1re coupe du monde des nations, à Düsseldorf. Harald Schmid placé à la corde finit troisième, loin derrière l’Américain et à deux centièmes de Beck, les deux Allemands battant chacun le record national de leur pays . Par la même occasion, ils finissent respectivement 2e et 3e performers mondiaux de l’année . Le 4 × 400 revient à l’Allemagne de l’Ouest (3e relayeur).

### Domination européenne
En 1978, Harald Schmid bat le record d’Allemagne (RDA et RFA confondues) de Beck lors des championnats de RFA à Cologne, en 48 s 43, ce qui lui vaut la deuxième place aux bilans mondiaux de l’année. Le 31 août il remporte le titre européen à Prague en 48 s 51, avec plus d’une seconde d’avance sur ses adversaires soviétiques. Ce temps constitue le nouveau record des championnats. C’est la 2e victoire d’un Allemand dans cette épreuve, après Hans Scheele vainqueur de la première édition en 1934. Il fait coup double avec le relais 4 × 400 (4e relayeur).
En 1979 il se consacre davantage au 400 m plat, descendant par deux fois sous les 45 s : le 11 août lors des championnats nationaux qu’il remporte en 44 s 92, établissant ce qui restera son record personnel, et 44 s 98 en altitude lors de l’Universiade à Mexico, qu’il remporte également. 
Mais cette année-là, on retiendra surtout son exploit à la coupe d’Europe des nations, à Turin. Le 4 août, au Stadio comunale, Harald Schmid réussit 47 s 85 sur les haies, devenant le troisième homme à passer sous la barre des 48 s, et bat le vieux record d’Europe détenu depuis 1968 par David Hemery. Dans son sillage, Vasyl Arkhypenko et Volker Beck réalisent la meilleure performance de leur carrière, nouveaux records respectifs d’URSS et de RDA. À peine une heure plus tard, il s’élance à nouveau sur la piste, cette fois-ci sur le plat, et assure la première place pour son pays. Le lendemain, il offre une nouvelle première place à la RFA lors du relais 4 × 400 (4e relayeur). La presse allemande lui attribuera à cette occasion le surnom de « Stoffwechselwunder » (miracle du métabolisme) et lui décernera le titre de Sportif de l’année. Au meeting Weltklasse de Zurich, il concourt sur 800 m, terminant 3e dans un très bon 1 min 44 s 86. Ainsi il figure dans les 10 premiers des bilans aussi bien sur 400 m haies que sur 400 m (où il est même en tête) et 800 m ; il renouvellera cet exploit en 1980 et en 1981. 
Pour sa deuxième participation à la coupe du monde, cette fois-ci sous les couleurs de l’Europe, il finit à nouveau deuxième, derrière un Moses impérial. Il récolte une deuxième place en relais (4e relayeur). 
En 1980, Harald Schmid est privé de jeux olympiques pour cause de boycott. À Milan, il termine deuxième, loin derrière Moses qui abaisse son propre record du monde. Mais aux championnats nationaux, il flirte avec la barre des 48 s, prouvant ainsi qu’une médaille lui aurait été logiquement promise à Moscou. Les deux hommes détiennent les 15 meilleurs temps de l’année (12 pour Moses et 3 pour Schmid).
L’année 1981 est en demi-teinte pour l’Allemand sur les haies. On retiendra une deuxième place en coupe d’Europe et une anecdotique victoire aux jeux de la conférence pacifique en Nouvelle-Zélande, une compétition à laquelle étaient invités plusieurs Européens. Sa victoire aux championnats nationaux lui permet néanmoins de figurer en 4e place des bilans mondiaux. Toujours aussi éclectique, il remporte par exemple le 800 m au Bislett d’Oslo, ou termine 2e du 400 m lors du Weltklasse de Zurich.
En 1982, les championnats d’Europe sont l’occasion pour l’Allemand de frapper un grand coup. En bouclant son 400 m haies en 47 s 48, à l’issue d’une course brillante, où il court en 13 foulées jusqu’à la 8e haie, puis en 14 foulées sur les haies 9 et 10, et laisse son plus proche poursuivant à plus d’une seconde, il bat son propre record d’Europe et devient l’homme le plus rapide après Moses. Ce dernier n’a pas disputé de compétition cette année-là, et Schmid termine en tête des bilans en 1982. En clôture de ces championnats, Schmid participe à la victoire de la RFA en courant en 2e position du relais, avec ses compatriotes Erwin Skamrahl, Thomas Giessing et Hartmut Weber, dans un temps de 3 min 0 s 50, nouveau record d’Allemagne.

### Entre 1983 et 1987
En 1983, Harald Schmid arrive aux premiers championnats du monde, à Helsinki, en 2e place des bilans, à la suite de ses victoires à Brême puis au Nikaïa (48 s 57). Edwin Moses possède, quant à lui, les cinq meilleurs temps de l’année. En demi-finale, Moses remporte facilement sa série, Schmid la sienne dans le même temps qu’à Nice. En finale, Schmid obtient la médaille d’argent, terminant à 10 mètres de l’Américain. Il obtient une médaille du même métal lors des relais (3e relayeur), où il est amusant de noter que Moses assurait le dernier relais pour les États-Unis, mais finit seulement 6e à la suite d'une chute du 3e relayeur. Schmid remporte ensuite la première place à la coupe d’Europe à Londres. Dans les meetings d’après-championnat du monde, il est dominé par les Américains. Il termine 3e à Cologne derrière Moses et Andre Phillips, en 48 s 49, son meilleur temps de l’année, mais seulement à la 5e position aux bilans, soit son pire classement depuis 1976, et surtout 4e à Coblence lors du record du monde de Moses en 47 s 02. L’Allemand montre ainsi qu’il est avant tout un homme des grands championnats plutôt que des meetings.
En 1984 Harald Schmid se consacre tout particulièrement au 400 m haies. Il se place parmi les favoris des Jeux olympiques, en passant pour la troisième fois de sa carrière sous les 48 s lors de la rencontre de Lausanne, en 47 s 69. Il n’est ainsi qu’à 11 centièmes de Moses à l’orée des Jeux de Los Angeles. À la 3e place des bilans figure un nouveau venu, l’Américain Danny Harris, qui vient d’abaisser pour la 5e fois le record du monde junior que détenait l’Allemand depuis 1976 (48 s 02 contre 49 s 61). Harald Schmid quant à lui est dans sa 28e année et n’est plus l’inexpérimenté junior de Montréal. En séries, les trois hommes remportent chacun leur course, Schmid réussissant le 2e meilleur temps, à un centième de Moses. En finale, Harald Schmid remporte la médaille de bronze, derrière Moses impérial et Harris qui le dépasse dans la dernière ligne droite après une lutte serrée. 
En 1985, Harald Schmid ajoute deux victoires en coupe d’Europe, à Moscou. La première sur les haies, en devançant le Soviétique Aleksandr Vasilyev qui fait la course de sa vie et descend lui aussi sous les 48 s (47 s 85, comme à Turin, record de la coupe d’Europe égalé, contre 47 s 92), la seconde au relais 4 × 400 (3e relayeur), avec une victoire à l’arraché devant la RDA et au passage un nouveau record de la coupe d’Europe en 3 min 0 s 33. L’équipe est-allemande conserve cependant le record d’Europe, établi en juin de la même année à Erfurt. La course la plus relevée de l’année se déroule à Zurich, où l’Allemand doit se contenter de la 3e place, derrière les Américains Danny Harris et Andre Phillips, de même qu’au bilan annuel. Sélectionné pour représenter l’Europe à la coupe du monde, il termine à la troisième place, derrière Phillips et Vasilyev. 
En 1986, Harald Schmid fait figure de grand favori des championnats d’Europe qui se déroulent dans son pays à Stuttgart. Il est crédité de 47 s 89 à Zurich, 15 jours avant la compétition. Finalement, à Stuttgart, seul Vasilyev parvient à menacer l’Allemand jusqu’au bout, qui l’emporte sous la pluie pour obtenir un troisième titre consécutif sur la discipline. Sur le relais, un quatuor britannique déchaîné prive l’Allemand d’une nouvelle médaille d’or. Ce sera la dernière médaille pour Schmid en championnats d’Europe, en argent, après 5 médailles d’or.
En 1987, Harald Schmid remporte pour la quatrième fois le 400 m haies de la coupe d’Europe, le 27 juin à Prague. Le mois d’août voit deux victoires impressionnantes de la part de l’Allemand, à Cologne (47 s 60)  et surtout à Zurich (47 s 88) devant ses principaux adversaires, à l’exception de Moses. Seul Harris peut revendiquer un temps plus rapide, établi en début de saison à Madrid, en 47 s 56, lors de la course qui a mis fin à la série de victoires de Moses commencée en 1977. 
Le 31 août, au cours des deuxièmes championnats du monde se déroulant à Rome, les demi-finales voient Schmid, Harris et Moses finir dans des temps très proches (Schmid battant Harris d’un centième dans la 1re série). Le lendemain 1er septembre, la finale tient toutes ses promesses, puisque les trois athlètes finissent dans un mouchoir de poche, Moses réussissant à conserver deux centièmes d’avance sur Harris et Schmid tous deux crédités de 47 s 48. La photo-finish plaide en défaveur de Schmid, qui en terminant troisième égale néanmoins son propre record d’Europe établi en 1982. En relais, il échoue au pied du podium, après avoir pris le témoin de la main de son camarade de club Edgar Itt, malgré un temps sous les 3 minutes, en 2 min 59 s 96 (4e relayeur). Cette saison est la meilleure pour l’Allemand, qui établit ses meilleurs chronos sur 200 m et sur 800 m. il est à nouveau couronné meilleur sportif de l’année dans son pays. 

### Fin de carrière et reconversion
Harald Schmid finira encore 7e aux jeux olympiques de 1988, là où Moses réussit à prendre la médaille de bronze. Ce dernier stoppe d’ailleurs sa carrière à l’issue de cette course. Après un 10e et dernier titre national en 1989 sur 400 m haies, qu’il remporte devant Itt, Harald Schmid se retire à l’issue de la saison 1990. À ce jour, les performances de l’Allemand sur les courses de haies basses restent une référence en Europe, puisque seuls le Français Stéphane Diagana (47 s 37 en 1995) et le Norvégien Karsten Warholm ont réussi à courir plus vite que lui .
Après sa retraite, Harald Schmid reste dans le domaine sportif en devenant entraîneur, puis en obtenant en 1994 un doctorat en sciences du sport. Il est responsable de la campagne nationale « Kinder stark machen » (rendre les enfants forts), destinée à prévenir les jeunes des méfaits de la drogue.

### Vie privée
Harald Schmid est marié avec la Polonaise Elżbieta Rabsztyn, ancienne coureuse de 100 m haies et sœur de Grazyna.
Dans une interview au journal Die Welt, il se déclare très inspiré par le prix Nobel de physique Albert Einstein : « Ce qui me fascine, c’est qu’il s’est occupé des notions d’espace et de temps, ce que fait aussi un coureur de haies. »

## Palmarès

### International
| Date | Compétition           | Lieu        | Résultat | Épreuve     |
| ---- | --------------------- | ----------- | -------- | ----------- |
| 1976 | Jeux olympiques       | Montréal    | 3e       | 4 × 400 m   |
| 1978 | Championnats d'Europe | Prague      | 1er      | 400 m haies |
| 1978 | Championnats d'Europe | Prague      | 1er      | 4 × 400 m   |
| 1982 | Championnats d'Europe | Athènes     | 1er      | 400 m haies |
| 1982 | Championnats d'Europe | Athènes     | 1er      | 4 × 400 m   |
| 1983 | Championnats du monde | Helsinki    | 2e       | 400 m haies |
| 1983 | Championnats du monde | Helsinki    | 2e       | 4 × 400 m   |
| 1984 | Jeux olympiques       | Los Angeles | 3e       | 400 m haies |
| 1986 | Championnats d'Europe | Split       | 1er      | 400 m haies |
| 1986 | Championnats d'Europe | Split       | 2e       | 4 × 400 m   |
| 1987 | Championnats du monde | Rome        | 3e       | 400 m haies |

### National
- Championnats d'Allemagne d'athlétisme :
  - 400 m haies : vainqueur en 1977, 1978, 1980, 1981, 1982, 1983, 1984, 1985, 1986, 1987, 1988 et 1989
  - 400 m : vainqueur en 1979

## Records
| Épreuve     | Performance   | Lieu         | Date                                |
| ----------- | ------------- | ------------ | ----------------------------------- |
| 400 m       | 44 s 92       | Stuttgart    | 11 août 1979                        |
| 400 m haies | 47 s 48       | Athènes Rome | 8 septembre 1982 1er septembre 1987 |
| 800 m       | 1 min 44 s 83 | Coblence     | 13 août 1987                        |